# TIME 연합
T.I.M.E. (Top International Managers in Engineering) 연합은 국제 교류를 목적으로 하는 53개의 유럽 소재 이공계 대학교들로 구성된 네트워크이다. 회원 대학간의 학기교환, 복수학위, 협동연구 등 여러 가지 프로그램이 이루어지고 있으며 또한 주요기업들과의 산학협력에 중점을 두고 있다. TIME 연합의 결성은 1989년 프랑스의 상트랄 대학원 연합을 이끌고 있는 에콜 상트랄(École Centrale Paris) 공과대학의 주도하에 시작되어 점차 연합의 규모를 넓혀갔다. 현재는 유럽에 속하지 않은 대학들도 참가하고 있다.
아래 목록은 2018년 기준 회원대학의 일부이다.

## 회원대학 (유럽)

#### 그리스
- 테살로니키 아리스토텔레스 대학교 (Aristotle University of Thessaloniki)
- 아테네 국립 공과대학교 (National Technical University of Athens)

#### 노르웨이
- 노르웨이 과학기술대학교 (Norges Teknisk-Naturvitenskapelige Universitet)

#### 독일
- TU9 연합
  - 아헨 공과대학교(RWTH Aachen) (DE-RWTH)
  - 슈투트가르트 대학교 (Universität Stuttgart)
  - 뮌헨 공과대학교(Technische Universität München)
  - 베를린 공과대학교(Technische Universität Berlin)
  - 다름슈타트 공과대학교(Technische Universität Darmstadt)

#### 덴마크
- 덴마크 공과대학교 (Danmarks Tekniske Universitet)

#### 벨기에
- 루뱅 가톨릭 대학교 (Université Catholique de Louvain)
- 리에주 시립 대학교 (Université de Liège)
- 브뤼셀 자유 대학교

#### 스웨덴
- 왕립 공과대학교 (Kungliga Tekniska Högskolan)
- 룬드 공과대학 (Lunds Tekniska Högskola)

#### 스페인
- 마드리드 공과대학교 (Universidad Politécnica de Madrid) (ES-UPM)
- 카탈루냐 공과대학교 (Universitat Politécnica de Catalunya) (ES-UPC)
- 발렌시아 공과대학교 (Universidad Politécnica de Valencia) (ES-UPV)

#### 오스트리아
- 빈 공과대학교 (Technische Universität Wien)

#### 이탈리아
- 밀라노 공과대학교 (Politecnico di Milano)
- 토리노 공과대학교 (Politecnico di Torino)
- 파도바 대학교 (Università degli studi di Padova)

#### 체코
- 프라하 체코 공과대학교 (České Vysoké Učení Technické v Praze)

#### 포르투갈
- 리스본 공과대학교 (Technical University of Lisbon)

#### 폴란드
- 브로츠와프 공과대학 (Wroclaw University of Technology)

#### 프랑스
- 상트랄 대학원 연합
- 프랑스국립고등항공우주학교(ISAE Supéro)
- 국립고등교량도로학교(École Nationale des Ponts et Chaussées)

## 회원대학 (비 EU)

#### 러시아
- 바우만 모스크바 국립 공과대학 (Bauman Moscow State Technical University)
- 국립 상트페테르부르크 폴리테크닉 대학교 (St. Petersburg Polytechnical University)

#### 브라질
- 상파울루 대학교 (University of São Paulo)
- 캄피나스 주립대학교 (University of Campinas)

#### 일본
- 게이오기주쿠 대학 (Keio University)
- 도호쿠 대학 (Tohoku University)

#### 중국
- 시안 자오퉁 대학 (Xi'an Jiaotong University)
- 베이항 대학교 (Beihang University)

#### 캐나다
- 몬트리올 에콜 폴리테크니크 (École Polytechnique de Montréal)

#### 터키
- 이스탄불 공과대학교 (Istanbul Technical University)